# Трафимов, Александр Григорьевич
Александр Григорьевич Трафимов (11 октября 1953 — 19 ноября 2020) — российский учёный в области экономики сельского хозяйства, член-корреспондент РАСХН (2010), член-корреспондент РАН (2014).

## Биография
Родился 11.10.1953 г. в д. Лазы Куйбышевского района Калужской области. Окончил Ленинградский СХИ (1982) и Северо-Западную академию государственных служащих (2004).
В совхозе «Ручьи»: бригадир по кормам (1977—1978), бригадир тракторной бригады (1978—1983), старший агроном по кормопроизводству (1983—1985), председатель профкома (1985—1988), секретарь партийной организации (1988—1991).
С 1991 г. генеральный директор ЗАО Племенной завод «Ручьи» (Ленинградская область, Всеволожский район).
Депутат Законодательного собрания Ленинградской области (1997—2016).
Доктор экономических наук (2001), профессор (2004), член-корреспондент РАСХН (2010), член-корреспондент РАН (2014).
Заслуженный работник сельского хозяйства Российской Федерации (1999).
Скончался 19 ноября 2020 года.
Опубликовал около 100 научных трудов, в том числе 35 книг и брошюр, из них четыре монографии:
- Реформирование многоукладной экономики сельского хозяйства Северо-Западного региона России / О-во «Знание» Санкт-Петербурга и Ленингр. обл. — СПб., 1998. — 191 с.
- Акционерные общества в сельском хозяйстве / соавт.: В. И. Могилевцев и др.; Фонд поддержки аграр. реформы и сел. развития и др. — М., 1999. — 252 с.
- Проблемы реформирования многоукладной экономики сельского хозяйства Северо-Запада / О-во «Знание» Санкт-Петербурга и Ленингр. обл. — СПб., 2000. — 190 с.
- Аграрная экономика: учеб. для студентов экон. спец. аграр. вузов РФ / соавт.: М. Н. Малыш и др. — 2-е изд., перераб. и доп. — СПб.: Лань, 2002. — 687 с.
- Проблемы экономики сельского хозяйства России в условиях реализации национального проекта АПК / соавт. А. А. Лейман. — СПб.: ТРИЭС, 2007. — 192 с.
- Формирование многоукладной экономики сельского хозяйства России в условиях реализации национального проекта АПК / соавт. В. Ф. Лящук. — СПб.: ТРИЭС, 2008. — 231 с.
- Развитие мясного скотоводства в Северо-Западном Федеральном округе Российской Федерации: (рекомендации) / соавт.: М. Ф. Смирнова и др.; Сев.-Зап. НИИ экономики и орг. сел. хоз-ва. — СПб., 2012.- 50 с.